# De Blauwe Toren
Het kasteeldomein De Blauwe Toren bevindt zich in de tot de West-Vlaamse gemeente Jabbeke behorende plaats Varsenare en is gelegen aan de De Manlaan 50.

## Geschiedenis
In 1531 werd  't Goet ten Blaeuwen Torren voor het eerst vermeld. De naam is afkomstig van het feit dat het dak van het kasteel met blauwe leien was belegd. Er was sprake van een opperhof en een neerhof, die allebei door een ronde gracht waren omgeven.
In 1834 was het kasteel eigendom van de familie De Caloen, waarna het via huwelijk in bezit kwam van de familie De Man. In 1852 werd het kasteel uitgebreid. In 1878 volgde een verdere uitbreiding, waarbij tevens de grachten grotendeels werden gedempt. Het neerhof werd omgebouwd tot een soort lusthof.
In 1886 was het kasteel eigendom van Alfred de Man, welke het met zijn dochters bleef bewonen. De laatsten verkochten het in 1936 aan de Witte Paters. Naar ontwerp van Frans Peeters werd een noviciaat gebouwd.
Tijdens de 2e helft van de 20e eeuw werden een aantal bijgebouwen op het domein afgebroken. In 1986 werd het verzorgingshuis Avondrust ten noorden van het kasteel gebouwd, waar in 1988 een kapel werd bijgebouwd.

## Gebouw
Het uiterlijk van het huidige kasteel is van 1878, gebouwd in opdracht van Alfred de Man. Het is in eclectische stijl opgetrokken. Het kasteel bevat een neogotische kapel.
Het noviciaatsgebouw is van 1936-1937. Verder is er een theepaviljoen van 1878 in de lusttuin van de vroegere neerhof. Ook zijn er enkele neerhofgebouwen gebleven, die echter in 1878 eveneens werden verbouwd. Ten slotte is er nog een begraafplaats van de Witte Paters, met een monument voor de in Afrika omgebrachte paters.
Het complex ligt in een rechthoekig park van 14 ha met bos, weilanden en vijvers. Hier vindt men ook De Mans Rots, een Lourdesgrot van 1885, opgericht boven de ijskelder.